# Пампорово
Пампо̀рово (от 14 март 1950 г. „Васил Коларов“, след 1989 г. неофициално е възстановено старото име) е един от най-големите планински курорти в България.
Според Националния статистически институт, към 2020 година комплексът разполага с 6145 легла в 60 места за настаняване, броят на нощувките е 410 хиляди, а на пренощувалите – 120 хиляди души.

## Описание
Разположен е във вътрешността на Родопите на 1650 м надморска височина, в подножието на връх Снежанка. Намира се на територията на Община Смолян и на Община Чепеларе, на 229 km от столицата София, на 81 km южно от Пловдив, 17 km северно от Смолян и 11 km южно от Чепеларе.
Климатът в района на Пампорово се отличава с мека зима, в която има над 100 слънчеви дни. Курортът се нарежда на първо място по слънчеви дни сред всички планински курорти в България. Средната годишна температура е 5,5 °C.

## Туризъм
Основният туристически поток към Пампорово е през зимните месеци, защото курортът е пригоден предимно за ски спортовете. Почти всички ски писти в курорта започват от връх Снежанка, като тяхната надморска височина е от 1926 м до 1400 м. Туристическият сезон започва през декември и продължава почти до края на април.
Заради красивата природа областта се посещава от туристи и през летните месеци. Връх Снежанка е измежду Стоте национални туристически обекта на Българския туристически съюз. Печатът е в хижа „Студенец“.
От 2012 година на територията на курортен комплекс Пампорово функционира и специализиран парк за практикуване на планинско колоездене и днес е най-големият на Балканите. Във вело парк Пампорово се провеждат ежегодни международни състезания от най-висок клас, а курортът е бил домакин на Европейско първенство в дисциплините спускане и 4Х през 2013, Балканско първенство в олимпийската дисциплина крос-кънтри и кръг от Световните 4Х Серии „4X Pro Tour“ през 2014 година. Днес работи и зона Мечи чал и така вело-паркът има над 50 км трасета и маршрути за планинско колоездене за всички възрасти и за хора с различни умения.

## Ски писти

### Нива на трудност
| Степен на трудност | Тип     | Ниво на умения                   |
| ------------------ | ------- | -------------------------------- |
| Начинаещи          | зелена  | За начинаещи                     |
| Лесна              | синя    | За начинаещи и средно напреднали |
| Средна             | червена | За напреднали                    |
| Трудна             | черна   | За професионалисти и състезатели |
| Ски бягане         | жълта   | За ски бегачи                    |

### Списък
| Име                                          | Степен на трудност | Дължина   | Връзка с лифтове                                                     |
| -------------------------------------------- | ------------------ | --------- | -------------------------------------------------------------------- |
| Писта 1 – Язовира Малката стена              | Червена            | 857 м     | Лифт №2 Студенец-връх Снежанка Ски влек Язовира                      |
| Писта 1А – Байпас Малката стена              | Зелена             | 604 м     | Лифт №2 Студенец-връх Снежанка                                       |
| Писта 2 – Стената                            | Черна              | 1258 м    | Лифт №2 Студенец-връх Снежанка Ски влек „Стената“                    |
| Писта 3 – Архитект П. Петров Европейска купа | Черна              | 1766 м    | Лифт №7 Арх. Петър Петров-връх Снежанка                              |
| Писта 4 Снежанка                             | Черна              | 1342 м    | Лифт №5 Малина-връх Снежанка Лифт №7 Арх. Петър Петров-връх Снежанка |
| Писта 4А Снежанка                            | Червена            | 1258 м    | Лифт №5 Малина-връх Снежанка                                         |
| Писта 5 Малина                               | Червена            | 2799 м    | Лифт №5 Малина-връх Снежанка                                         |
| Писта 5A – Байпас Малина                     | Черна              | 1196 м    | Лифт №5 Малина-връх Снежанка                                         |
| Писта 6 – Пампорово Туристическа             | Зелена             | 3343 м    | Лифт №2 Студенец-връх Снежанка Лифт №3 Малина-Студенец               |
| Писта 7 – Орловец                            | Синя               | 1054 м    | Лифт №1 Ски център 1-Студенец                                        |
| Писта 8 Перелик                              | Синя               | 876 м     | Лифт №4 Смолянски езера – връх Снежанка                              |
| Писта 9 – См. езера                          | Синя               | 2405 м    | Лифт №4 Смолянски езера – връх Снежанка                              |
| Писта 10 – Дельово дере Дамска               | Синя               | 1447 м    | Лифт №2 Студенец-връх Снежанка                                       |
| Писта 11 – Картола                           | Червена            | 967 м     | Лифт №2 Студенец-връх Снежанка                                       |
| Писта 12 – Стойките 1                        | Синя               | 3638 м    | Лифт №6 Стойките-връх Снежанка                                       |
| Писта 12А – Стойките 2                       | Синя               | 3591 м    | Лифт №6 Стойките-връх Снежанка                                       |
| Писта 13 – Бордър крос                       | Жълта              | 346 м     | Лифт №2 Студенец-връх Снежанка                                       |
| Фън парк линия 1, линия 2                    | Синя/Червена       | 550/110 м | Лифт №2 Студенец-връх Снежанка                                       |

## Ски лифтове и влекове
| Име                                     | Тип        | Дължина | Капацитет |
| --------------------------------------- | ---------- | ------- | --------- |
| Лифт №1 Ски център 1-Студенец           | 4 седалков | 734 м   | 2000 души |
| Лифт №2 Студенец-връх Снежанка          | 4 седалков | 1100 м  | 2400 души |
| Лифт №3 Малина-Студенец                 | 1 седалков | 1350 м  | 475 души  |
| Лифт №4 Смолянски езера – връх Снежанка | 2 седалков | 1550 м  | 365 души  |
| Лифт №5 Малина-връх Снежанка            | 6 седалков | 2140 м  | 3000 души |
| Лифт №6 Стойките-връх Снежанка          | 6 седалков | 2992 м  | 2400 души |
| Лифт №7 Арх. Петър Петров-връх Снежанка | 4 седалков | 1300 м  | 2000 души |
| Ски влек „Стената“                      | Котва      | 600 м   | 240 души  |
| Ски влек Язовира                        | Котва      | 800 м   | 380 души  |
| Мини влек Снежанка                      | Котва      | 150 м   | 200 души  |
| Мини влек Малина                        | Котва      | 100 м   | 100 души  |
| Ски влек Академика                      | Паничка    | 700 м   | 280 души  |
| Мини влек Южни писти                    | Котва      | 350     | 280 души  |

## Развитие в перспектива
През 2003 г. е промотиран проектът „Супер Перелик“ за развитието на Пампорово и на околностите му като туристическа дестинация през 21 век.
Инвестиционният проект е промотиран през 2003 г., но на идейна фаза съществува още от 90-те години на 20 век.  Инвестиционното намерение възлиза на над 250 млн. евро. Проектът предвижда да свърже в единен комплекс проектираната ски и туристическа зона под връх Перелик с Пампорово, както и курорта със ски зоната под връх Мечи Чал в близост до Чепеларе. Туристическо-спортният комплекс е водещ за Родопите. Включва три обособени, но свързани помежду си части – районите на Мечи Чал, Пампорово и Перелик. Основа на бъдещия спортно-туристически комплекс ще е районът на „Перелик“ със смолянските села Стойките, Гела, Солища, Стикъл и Мугла.
Супер Перелик предвижда четири населени зони като изходни точки към ски-зоните – Смолян със Смолянски езера, Широка лъка и Стойките, Мугла и Чепеларе. Проектът предвижда да свърже в единен комплекс проектираната ски и туристическа зона под връх Перелик (до 1989 г. военна зона) с Пампорово, както и курорта със ски зоната под връх Мечи Чал в близост до Чепеларе. Включва три обособени, но свързани помежду си части – районите на Мечи Чал, Пампорово и Перелик. Основа на бъдещия спортно-туристически комплекс ще е района на „Перелик“ със смолянските села Стойките, Гела, Солища, Стикъл и Мугла.
Предвидените инвестиции възлизат на над 250 млн. евро. Замисълът е да се свържат в едно не само туристическо и спортно, но и културно-историческо и архитектурно цяло районът на Перелик с Пампорово и Чепеларе със селата Стойките и Широка лъка.